# Cuphodes leucocera
Cuphodes leucocera är en fjärilsart som beskrevs av Lajos Vári 1961. Cuphodes leucocera ingår i släktet Cuphodes och familjen styltmalar. Inga underarter finns listade i Catalogue of Life.